# Amir Aczel
Amir Dan Aczel (/ɑːˈmɪər ɑːkˈsɛl/; Haifa, Israel, 6 novembro de 1950 – 26 novembro de 2015) foi um professor catedrático norte-americano nascido em Israel, professor catedrático em matemática e história da matemática e da ciência, e autor de livros populares sobre matemática e ciências. Faleceu em 26 de novembro de 2015, em Nîmes, França.

## Biografia
O pai de Aczel foi capitão de navio de passageiros que navegava o Mar Mediterrâneo. Aos dez anos seu pai ensinou-o a pilotar um navio, o que lhe inspirou o livro The Riddle of the Compass.
Aos 21 anos de idade começou a estudar na Universidade da Califórnia em Berkeley. Obteve a graduação com o título de BA (Bachelor of Arts) em matemática em 1975, e obteve o Master of Science em 1976. Muitos anos depois obteve um Ph.D. em estatística na Universidade de Oregon. Lecionou matemática em universidades na Califórnia, Alasca, Massachusetts, Itália e Grécia.

## Obras
- How to Beat the I.R.S. at Its Own Game: Strategies to Avoid and Fight an Audit, 1996. ISBN 978-1-56858-048-7
- Fermat's Last Theorem: Unlocking the Secret of an Ancient Mathematical Problem, 1997. ISBN 978-1-56858-077-7
- God's Equation: Einstein, Relativity, and the Expanding Universe, 1999. ISBN 1-56858-139-4
- The Mystery of the Aleph: Mathematics, the Kabbalah, and the Search for Infinity, 2000. ISBN 1-56858-105-X
- Probability1: The Book That Proves There Is Life In Outer Space, Harvest Books, January 2000. ISBN 0-15-601080-1.
- The Riddle of the Compass: The Invention that Changed the World, 2001. ISBN 0-15-100506-0
- Entanglement: The Greatest Mystery in Physics, 2002. ISBN 978-1-56858-232-0 and ISBN 978-0-452-28457-9
- Pendulum: Léon Foucault and the Triumph of Science, 2003. ISBN 0-7434-6478-8
- Chance: A Guide to Gambling, Love, and the Stock Market, 2004. ISBN 1-56858-316-8
- Descartes' Secret Notebook: A True Tale of Mathematics, Mysticism, and the Quest to Understand the Universe, 2005. ISBN 0-7679-2033-3
- The Artist and the Mathematician: The Story of Nicolas Bourbaki, the Genius Mathematician Who Never Existed, 2007. High Stakes Publishing, London. ISBN 1-84344-034-2.
- The Jesuit and the Skull: Teilhard de Chardin, Evolution, and the Search for Peking Man, 2007. ISBN 978-1-594-48956-3
- Uranium Wars: The Scientific Rivalry that Created the Nuclear Age, 2009. ISBN 978-0-230-61374-4
- The Cave and the Cathedral: How a Real-Life Indiana Jones and a Renegade Scholar Decoded the Ancient Art of Man, 2009. ISBN 978-0-470-37353-8
- Present at the Creation: The Story of CERN and the Large Hadron Collider, 2010. ISBN 978-0-307-59167-8
- Why Science Does Not Disprove God, 2014. ISBN 978-0-062-23061-4